# Sistema vigesimal
El sistema vigesimal es uno de los sistemas de numeración posicional, para nombrar, escribir y contar los números,  cuya base es el número veinte. El sistema numeral decimal y el sistema numeral vigesimal son los sistemas más frecuentemente usados en las lenguas del mundo para contar. Las lenguas celtas, el euskera o las lenguas de Mesoamérica usaban sistemas de cuenta basados en el sistema vigesimal.

## La representación de los números
Del mismo modo que en el sistema decimal la base es el número 10, en el sistema vigesimal la base es el número 20. En el sistema vigesimal 20 unidades de orden inferior equivalen a una unidad de orden superior inmediato. Los números se cuentan de veinte en veinte. Se especula que este sistema habría tenido su origen en la cantidad de todos los dedos de las manos y de los pies de un ser humano.
En el sistema decimal contamos unidades (del uno al nueve), decenas (10 X 1 = 10, 10 X 2 = 20, 10 X 3 = 30...), centenas (100 X 1 = 100, 100 X 2 = 200, 100 X 3 = 300..), millares (1000 X 1 = 1000, 1000 X 2 = 2000...), decenas de millar (10000 X 1 = 10000, 10000 X 2 = 20000...), centenas de millar (100000 X 1 = 100000, 100000 X 2 = 200000...), millones... etc. 
Diez unidades conforman una decena. Diez decenas forman una centena y así sucesivamente.
En el sistema vigesimal la clase de las unidades simples conlleva un conjunto de veinte elementos. Y cuando se cuenta al tener 20 unidades se asume que forman la clase de las veintenas, la clase de segundo orden. Veinte veintenas conforman la clase de tercer orden. Y luego hay distintas series que se cuentan de veinte en veinte. Eso quiere decir que la primera cuenta va del número cero al diecinueve.
Al escribir 835v, 5 indica 5 sombreros; 3 muestra 3 cajas de 20 sombreros cada una; 8 señala 8 almacenes cada uno de 20 cajas, en total 160 cajas = 3200 sombreros.
Las veintenas se cuentan del número uno al 19, comenzando por la primera veintena hasta la veintena número 19.
La siguiente serie se basa en el número 400 (400 X 1 = 400, 400 X 2 = 800...). La serie basada en el número 400 se computa ayudándose de las diecinueve unidades.
La siguiente serie se basa en el número 8000 (8000 X 1 = 8000, 8000 X 2 = 16000, 8000 X 3 = 24000...).
Así el número decimal dos mil once (2011) en el sistema vigesimal es 05.00.11. Es decir, 5 series de cuatrocientos, cero series de veinte, 11 unidades.
2011 = (5 X 400) + (0 X 20) + 11 unidades.

### La representación mediante glifos
La representación de los números puede ser mediante glifos. Los antiguos mexicanos utilizaban una bandera para representar las veintenas y una pluma para representar la serie basada en el número 400; un saco para representar la serie basada en el número 8000.
20 → 
400 → 
8000 → 
Puede ocurrir que un glifo se repita varias veces, de una manera análoga a la repetición de puntos para indicar una pluralidad de unidades.
60 → 

### La representación mediante cifras
La representación numérica tiene variantes:
A) La representación occidental (que no es propia de los pueblos americanos, porque no usaban números arábigos ni utilizaban los puntos para separar las series).
En la primera variante utilizamos puntos para separar las distintas series. Cada serie tiene dos dígitos para contabilizar las 19 unidades que caben en cada serie:
00.00.00.00.00.00.00
Así 112 millones serían 01.15.00.00.00.00.00, número que representa una serie de 64 millones, 15 series de 3.200.000, cero series de 160.000, cero series de 8.000, cero series 400, cero series de 20 y cero unidades.
B) La representación mexicana (mayas, nahuas).
Los mayas y los nahuas no separaban las series mediante puntos. La separación de las series se conseguía mediante la escritura vertical, de arriba hacia abajo. Las unidades ocupaban el lugar inferior. Una línea más arriba iba la serie basada en el número 20. Una línea más arriba la serie basada en el número 400... etc.

Así, la cifra 112 millones se representaba de la siguiente manera. 
01
15
00
00
00
00
00

Numeración maya.

Y no utilizaban los números arábigos sino un sistema propio de puntos y rayas, en el que cada punto representaba una unidad y cada raya cinco unidades. El número cero (ahtle) se representaba mediante una concha.

### La representación mediante palabras
Del mismo modo que en castellano tenemos palabras que designan cantidades decimales, los hablantes que utilizaban 
el sistema vigesimal utilizaban su propia terminología. Las mayoría de las lenguas indoeuropeas utilizan un sistema de numeración decimal, lo que significa que los nombres de los números se agrupan en series de diez, y que existen raíces para los números del uno al nueve, el diez, el cien, el mil y los demás nombres son derivados de las raíces para los numerales citados. Otras familias de lenguas emplean también el sistema decimal y existen familias de lenguas donde se usan sistemas vigesimales (vasco, lenguas mayas, lenguas utoaztecas, etc.). Algunas lenguas tienen subsistemas de base cinco, dentro de un sistema decimal o vigesimal.
Los hablantes de lengua náhuatl utilizaban la palabra pohualli para la serie basada en el número 'veinte':
Cempohualli (20), ompohualli (40), (y)epohualli (60), nappohualli (80), macuilpohualli (100)...
En las formas anteriores cem-/cen- es '1', om(e)-/on- es '2', (y)e(i)- es '3', nahui > nauh-/nap- es '4', etc.
Utilizaban la palabra tzontli para la serie basada en el número cuatrocientos:
Centzontli (400), ontzontli (800), (y)etzontli (1200), nauhtzontli (1600), macuiltzontli (2000)...
La palabra xiquipilli era la elegida para la serie basada en el número 8000:
Cenxiquipilli (8000), onxiquipilli (16000), (y)exiquipilli (24000), nauhxiquipilli (32000), macuilxiquipilli (40000)...
Otras palabras eran pohualxiquipilli (8000 X 20 = 160 000), tzonxiquipilli (160 000 X 20 = 3 200 000), pohualtzonxiquipilli (3 200 000 X 20 = 64 000 000)...
Al decir de palabra una cifra intercalaban la preposición «ipan» (sobre) entre las distintas series, porque así era como la representaban, las series más grandes sobre las más pequeñas.
Si querían multiplicar 4 unidades por 2 unidades, decían «nappa ome» (cuatro veces dos).
Si quería dividir 4 unidades entre 2, «nahui itzalan ome» (cuatro entre dos).
Si querían sumar 4 más 2, decían «nahui ihuan ome» (cuatro más dos).
Si querían restar 4 menos 2, decían «nahui iyoh ome» (cuatro menos dos).
Si querían decir 4 coma dos, decían «nahui ica ome» (cuatro con dos).
El signo = se decía «inamic», que significa igual a, equivalente a.
16 + 42 = 58 → caxtolli once ihuan ompohualli omome inamic ompohualli ipan caxtolli omeyi.
Las series decimales del sistema vigesimal tienen su propio nombre en castellano: veintésimas, tetracentésimas y ochomilésimas. Más abajo se pondrá su nombre en náhuatl.

#### El cociente decimal expresado vigesimalmente y el cociente vigesimal expresado decimalmente
Cociente decimal o decimal es un número no entero y representa una fracción o parte de un número entero, pero no de cualquier número entero sino de la unidad. Existen decimales en el sistema decimal y en otros sistemas numéricos, como el sistema vigesimal.
0,25 (veinticinco centésimas)
0,05 (cinco centésimas)
0,5 (cinco décimas)
1.000.000,5 (un millón de unidades con un cociente decimal de cinco décimas)
En el lenguaje no técnico, solemos expresar estas cantidades con un lenguaje poco riguroso. Por ejemplo:
0,12 (cero coma doce)
Pero este lenguaje no técnico no nos sirve para indicar si estamos en un sistema decimal o en otro sistema.
Los números decimales se subdividen en unidades decimales y en cociente decimal.
La lógica del concepto del cociente decimal es tan característica que si en el sistema vigesimal queremos escribir 23,23 (= 01.03,04.12) observamos que no podemos escribirlo como 01.03,01.03.
Del mismo modo, si escribimos un cero a la derecha de una unidad decimal, la cantidad aumenta.
10 (unidades) → 100 (unidades)
Pero si escribimos un cero a la derecha de un cociente decimal, la cantidad no aumenta sino que únicamente cambia de paradigma.
0,1 (una décima) = 0,10 (diez centésimas) → la cantidad es la misma pero expresada de otro modo —con otro modelo o paradigma—.
Ello justifica que se dedique un apartado específico al cociente decimal dentro de los números decimales.
En el sistema vigesimal no se expresan decimalmente las décimas, centésimas o milésimas, pero si existen decimales. Las décimas, centésimas y milésimas se expresan vigesimalmente. Porque cuando un matemático dice en el sistema decimal que 0,5 son cinco décimas, o cincuenta centésimas, o quinientas milésimas... se está refiriendo a un valor que representa la mitad de la unidad y sucede lo mismo cuando un matemático en el sistema vigesimal dice que 00,10 es la mitad de una unidad. Ambos matemáticos están expresando la misma idea.
* 0,5  (cinco décimas expresadas decimalmente) = 00,10 (cinco décimas expresadas vigesimalmente).
* 0,06 (seis centésimas en el sistema decimal) = 00,01.04 (seis centésimas expresadas vigesimalmente).
* 3,23 (3 unidades con 23 centésimas expresadas decimalmente) = 03,04.12 (3 unidades, con 23 centésimas expresadas vigesimalmente).
Un nativo americano dirá que los europeos expresan las veintésimas decimalmente y un nativo europeo que los americanos expresan las décimas vigesimalmente:
00,04.12 —para un nativo americano «cuatro veintésimas, doce tetracentésimas» o «cuatro sobre doce tetracentésimas», expresión propia del sistema vigesimal— son para un nativo europeo noventa y dos tetracentésimas (4 X 20 + 12 = 92), expresión propia del sistema decimal que constituye otro paradigma del cociente decimal.

### La representación numérica en el calendario
Del mismo modo que los occidentales utilizan el sistema decimal, los mayas y los nahuas usaban el vigesimal. Pero, al igual que los occidentales, la cuenta tenía modificaciones en la cuenta del calendario.
Los mayas tenían 20 días (que llamaban kines). Con 20 kines hacían un uinal y con 18 uinales hacían un tun (de 360 kines) —en lugar de veinte uinales—.
La semana de los nahuas era de 5 días y el mes se dividía en cuatro semanas de cinco días.
Había otra cuenta, la del «tonalamatl». Según la cual, por ejemplo, Tenochtitlan cae en poder de los españoles en el día (tonalli) «ce coatl» (uno serpiente), del mes (metztli)  «tlaxochimaco», del año (xihuitl) «yei calli» (tres casa) que corresponde al 13 de agosto de 1521.

## Operaciones numéricas en el sistema vigesimal

### La suma en el sistema vigesimal
1) Un ejemplo con cifras escritas verticalmente.
Para sumar 25 (1.05) más 25 (1.05), cuyo resultado es 50 (2.10), el procedimiento es sencillo.
01 + 01 = 02 (dos series de veinte)
05 + 05 = 10 (diez unidades)
2) Un ejemplo con cifras escritas horizontalmente.
En este caso vamos a sumar 75 + 75 = 150.
En el sistema vigesimal:
03.15 (sumando)
+03.15 (sumando)
----------
07.10 (total)
Procedimiento empleado para hallar el total:
Primero se suman las unidades (15 + 15 = 30). Como 30 es mayor que 20 en 10, ponemos 10 unidades abajo, en el total. Y pasamos los 20 que quedan a la siguiente serie, es decir a la serie de 20.
En la serie de 20 sumamos 03 + 03 = 06. Y añadimos una unidad más que llevabamos de la serie anterior. 06 + 01 = 07.
Comprobación: (7 X 20) + 10 = 140 + 10 = 150.

#### Orden de lectura y escritura. Orden de operar
Como en el sistema decimal, en el sistema vigesimal se lee empezando por las series de más valor y se acaba por la unidades. Eso quiere decir que se lee de izquierda a derecha —y en su caso, si la escritura es vertical, de arriba abajo—.
Si queremos escribir una cifra, respetamos ese mismo orden.
Pero no lo respetamos si estamos operando. En el sistema decimal se opera de derecha a izquierda. Es decir, primero se suman las unidades y luego las series de más valor (decenas, centenas, millares). Eso ocurre para poder contabilizar las llevadas.

### La resta en el sistema vigesimal
Vamos a restar 150 - 75 = 75.
07.10 (minuendo)
-03.15 (sustraendo)
-------
03.15 (resto)
Empezamos por las unidades. A las 10 unidades del minuendo le sumamos 20 unidades, porque las 10 unidades del minuendo son menos que las 15 unidades del sustraendo. 30 - 15 = 15. Anotamos 15 unidades en el resto.
Como en el minuendo hemos sumado 20 unidades al 10 para obtener 30, ahora llevamos 20 unidades, que pasan a la siguiente serie de 20 del sustraendo (03 + 01 = 04).
Y finalmente restamos las series de 20 (07 -04 = 03) y anotamos en el resto el resultado.
Otro ejemplo 180- 65 = 115.
09.00 (minuendo)
-03.05 (sustraendo)
---------
05.15 (resto)
A las unidades del minuendo le sumamos 20, le restamos 05 y nos da 15 (que anotamos en el resto).
Y sumamos 03 + 01 = 04 en el sustraendo y restamos 09 -04 = 05 (que anotamos en el resto).

#### Peculiaridad de la llevada en el sistema vigesimal
Volvamos al ejemplo anterior. Vamos a restar 150 - 75 = 75.
07.10 (minuendo)
-03.15 (sustraendo)
-------
03.15 (resto)
Como las unidades del minuendo son diez y las del sustraendo son quince, en el minuendo nos vemos obligados a descomponer una veintena en unidades. Es decir, quitamos pasamos una veintena a las unidades: veinte más diez hacen treinta.
Y por ello sumamos una veintena a las veintenas del sustraendo.
El procedimiento es el mismo que en el sistema decimal, pero con la peculiaridad las series en un caso son de veinte y en el otro de diez.

#### Congruencia del minuendo con el sustraendo
Para hallar el resultado de 00,10 menos 00,01.08, nos vemos obligados a poner unos ceros a la derecha en el minuendo:
00,10.00 (minuendo)
- 00,01,08 (sustraendo)
----------------
00,08.12 (resto)
Esto ocurre porque tenemos que operar con unidades equivalentes.

### La multiplicación en el sistema vigesimal
Primero pondremos un ejemplo sencillo con números verticales:
Para multiplicar 25 (01.05) por cuatro (04), cuyo resultado es 100 (05.00) hay que empezar por abajo, por la unidades. Hay llevadas cuando se supera la cifra 19 unidades, pasando al nivel superior.
04 X 01 (serie de 20) = 04 + 01 (llevada) = 05 (series de 20)
04 X 05 (unidades) =............................... = 00 (unidades)
Ahora un ejemplo algo más complicado con números horizontales:
Tomamos 19 veintenas (19 X 20 = 380) y una unidad (= 381).
Si queremos multiplicar 19.01 (381 en el sistema decimal) por dos, obtenemos 01.18.02 (762 en el sistema decimal). Es decir 400 + 360 + 2.
19.01 (multiplicando)
X 02 (multiplicador)
------
01.18.02 (producto)
Si queremos multiplicar 19.01 (381 en el sistema decimal) por tres, obtenemos 02.17.03 (1 143 en el sistema decimal). Es decir 800 + 340 + 3.
19.01 (multiplicando)
X 03 (multiplicador)
-----
02.17.03 (producto)
El procedimiento es el siguiente.
1) Empezamos multiplicando las unidades (02 X 01) o (03 X 01) y anotamos el producto en cada operación.
2) Luego pasamos a la siguiente serie:
02 X 19 = 38 → y como 18 exceden de 20, ponemos 18. Y además quedan 20 para la serie de 400 (que equivalen a 01).
03 X 19 = 57 → Y como 17 exceden de 40, ponemos 17. Y además quedan 40 para la serie de 400 (que equivalen a 02).

#### Tablas de multiplicar en el sistema vigesimal
Son un accesorio muy útil a la hora de dividir.
| X  | 01 | 02    | 03    | 04    | 05    | 06    | 07    | 08    | 09    | 10    | 11    | 12    | 13    | 14    | 15    | 16    | 17    | 18    | 19    |
| 01 | 01 | 02    | 03    | 04    | 05    | 06    | 07    | 08    | 09    | 10    | 11    | 12    | 13    | 14    | 15    | 16    | 17    | 18    | 19    |
| 02 | 02 | 04oo  | 06    | 08    | 10    | 12    | 14    | 16    | 18    | 01.00 | 01.02 | 01.04 | 01.06 | 01.08 | 01.10 | 01.12 | 01.14 | 01.16 | 01.18 |
| 03 | 03 | 06    | 09    | 12    | 15    | 18    | 01.01 | 01.04 | 01.07 | 01.10 | 01.13 | 01.16 | 01.19 | 02.02 | 02.05 | 02.08 | 02.11 | 02.14 | 02.17 |
| 04 | 04 | 08    | 12    | 16    | 01.00 | 01.04 | 01.08 | 01.12 | 01.16 | 02.00 | 02.04 | 02.08 | 02.12 | 02.16 | 03.00 | 03.04 | 03.08 | 03.12 | 03.16 |
| 05 | 05 | 10    | 15    | 01.00 | 01.05 | 01.10 | 01.15 | 02.00 | 02.05 | 02.10 | 02.15 | 03.00 | 03.05 | 03.10 | 03.15 | 04.00 | 04.05 | 04.10 | 04.15 |
| 06 | 06 | 12    | 18    | 01.04 | 01.10 | 01.16 | 02.02 | 02.08 | 02.14 | 03.00 | 03.06 | 03.12 | 03.18 | 04.04 | 04.10 | 04.16 | 05.02 | 05.08 | 05.14 |
| 07 | 07 | 14    | 01.01 | 01.08 | 01.15 | 02.02 | 02.09 | 02.16 | 03.03 | 03.10 | 03.17 | 04.04 | 04.11 | 04.18 | 05.05 | 05.12 | 05.19 | 06.06 | 06.13 |
| 08 | 08 | 16    | 01.04 | 01.12 | 02.00 | 02.08 | 02.16 | 03.04 | 03.12 | 04.00 | 04.08 | 04.16 | 05.04 | 05.12 | 06.00 | 06.08 | 06.16 | 07.04 | 07.12 |
| 09 | 09 | 18    | 01.07 | 01.16 | 02.05 | 02.14 | 03.03 | 03.12 | 04.01 | 04.10 | 04.19 | 05.08 | 05.17 | 06.06 | 06.15 | 07.04 | 07.13 | 08.02 | 08.11 |
| 10 | 10 | 01.00 | 01.10 | 02.00 | 02.10 | 03.00 | 03.10 | 04.00 | 04.10 | 05.00 | 05.10 | 06.00 | 06.10 | 07.00 | 07.10 | 08.00 | 08.10 | 09.00 | 09.10 |
| 11 | 11 | 01.02 | 01.13 | 02.04 | 02.15 | 03.06 | 03.17 | 04.08 | 04.19 | 05.10 | 06.11 | 06.12 | 07.03 | 07.14 | 08.05 | 08.16 | 09.07 | 09.18 | 10.09 |
| 12 | 12 | 01.04 | 01.16 | 02.08 | 03.00 | 03.12 | 04.04 | 04.16 | 05.08 | 06.00 | 06.12 | 07.04 | 07.16 | 08.08 | 09.00 | 09.12 | 10.04 | 10.06 | 11.08 |
| 13 | 13 | 01.06 | 01.19 | 02.12 | 03.05 | 03.18 | 04.11 | 05.04 | 05.17 | 06.10 | 07.03 | 07.16 | 08.09 | 09.02 | 09.15 | 10.08 | 11.01 | 11.14 | 12.07 |
| 14 | 14 | 01.08 | 02.02 | 02.16 | 03.10 | 04.04 | 04.18 | 05.12 | 06.06 | 07.00 | 07.14 | 08.08 | 09.02 | 09.16 | 10.10 | 11.04 | 11.18 | 12.12 | 13.06 |
| 15 | 15 | 01.10 | 02.05 | 03.00 | 03.15 | 04.10 | 05.05 | 06.00 | 06.15 | 07.10 | 08.05 | 09.00 | 09.15 | 10.10 | 11.05 | 12.00 | 12.15 | 13.10 | 14.05 |
| 16 | 16 | 01.12 | 02.08 | 03.04 | 04.00 | 04.16 | 05.12 | 06.08 | 07.04 | 08.00 | 08.16 | 09.12 | 10.08 | 11.04 | 12.00 | 12.16 | 13.12 | 14.08 | 15.04 |
| 17 | 17 | 01.14 | 02.11 | 03.08 | 04.05 | 05.02 | 05.19 | 06.16 | 07.13 | 08.10 | 09.07 | 10.04 | 11.01 | 12.18 | 12.15 | 13.12 | 14.09 | 15.06 | 16.03 |
| 18 | 18 | 01.16 | 02.14 | 06.12 | 04.10 | 05.08 | 06.06 | 07.04 | 08.02 | 09.00 | 09.18 | 10.16 | 11.04 | 12.12 | 13.10 | 14.08 | 15.06 | 16.04 | 17.02 |
| 19 | 19 | 01.18 | 02.17 | 03.16 | 04.15 | 05.14 | 06.13 | 07.12 | 08.11 | 09.10 | 10.09 | 11.08 | 12.07 | 13.06 | 14.05 | 15.04 | 16.03 | 17.02 | 18.01 |

### La división en el sistema vigesimal
La división se resuelve igual en el sistema vigesimal, pero hay que hacer una salvedad con la parte decimal porque no cuadran los números con el método propio del sistema decimal:
1) Sistema decimal.
77,5 (dividendo)    :  25 (divisor)
025    (resto parcial) 3,1 (cociente o resultado)
0 (resto final)
2) Sistema vigesimal.
03.17, 10 (dividendo)   :  01.05 (divisor)
03,02 (cociente o resultado)
-03.15  
02.10 (resto parcial)
-02.10
00 (resto final)
Como vemos, los números no enteros no se comportan como era de esperar. Pero esto lo explicamos a continuación.

#### La parte fraccionaria en el sistema vigesimal
Vamos a separar la parte fraccionaria de la parte entera mediante una coma.
En el sistema decimal, la unidad se divide en 10 partes (o décimas) por lo que si sumamos cinco décimas y cinco décimas obtenemos la unidad. También podemos sumar cincuenta centésimas más cincuenta centésimas: 0,50 + 0,50 = 1.
En el sistema vigesimal la unidad se divide en 20 partes, por lo que 0,10 es la mitad de la unidad.
Por lo que realmente, la parte fraccionaria de la división del apartado anterior sería 00,10. Porque 00,10 + 00,10 da 01,00.
Por lo tanto el cociente decimal 3,10 equivale al cociente vigesimal 03,02.
Y es que 10 partes de 100 (sistema decimal) equivalen a 2 partes de 20 (sistema vigesimal), lo que se demuestra con una simple regla de tres:
10 ----- 100
02 ----- X = 20
Si por decimal entendemos fracción, quebrado o parte, no cabe duda de que estamos ante números decimales. En el sistema vigesimal no existen décimas, centésimas o milésimas, pero si existen decimales. Porque cuando un matemático dice en el sistema decimal que 0.5 son cinco décimas, o cincuenta centésimas, o quinientas milésimas... se está refiriendo a un valor que representa la mitad de la unidad y sucede lo mismo cuando un matemático en el sistema vigesimal dice que 0.10 es la mitad de una unidad. Ambos matemáticos están expresando la misma idea.
TABLA DE CENTÉSIMAS
| Quebrado decimal | Cociente sistema decimal | Quebrado vigesimal | Cociente sistema vigesimal |
| 1/100            | 0,01                     | 01/05.00           | 00,00.04                   |
| 2/100            | 0,02                     | 02/05.00           | 00,00.08                   |
| 3/100            | 0,03                     | 03/05.00           | 00,00.12                   |
| 4/100            | 0.04                     | 04/05.00           | 00,00.16                   |
| 5/100            | 0.05                     | 05/05.00           | 00,01                      |
| 6/100            | 0,06                     | 06/05.00           | 00,01.04                   |
| 7/100            | 0,07                     | 07/05.00           | 00,01.08                   |
| 8/100            | 0,08                     | 08/05.00           | 00,01.12                   |
| 9/100            | 0.09                     | 09/05.00           | 00,01.16                   |
| 10/100           | 0,10                     | 10/05.00           | 00,02                      |
| 11/100           | 0,11                     | 11/05.00           | 00,02.04                   |
| 12/100           | 0.12                     | 12/05.00           | 00,02.08                   |
| 13/100           | 0,13                     | 13/05.00           | 00.02.12                   |
| 14/100           | 0,14                     | 14/05.00           | 00,02.16                   |
| 15/100           | 0,15                     | 15/05.00           | 00.03                      |
| 16/100           | 0,16                     | 16/05.00           | 00,03.04                   |
| 17/100           | 0,17                     | 17/05.00           | 00,03.08                   |
| 18/100           | 0,18                     | 18/05.00           | 00,03.12                   |
| 19/100           | 0,19                     | 19/05.00           | 00,03.16                   |
| 20/100           | 0,20                     | 01.00/05.00        | 00,04                      |
| 21/100           | 0,21                     | 01.01/05.00        | 00.04.04                   |
| 22/100           | 0,22                     | 01.02/05.00        | 00,04.08                   |
| 23/100           | 0,23                     | 01.03/05.00        | 00,04.12                   |
| 24/100           | 0,24                     | 01.04/05.00        | 00,04.16                   |
| 25/100           | 0,25                     | 01.05/05.00        | 00,05                      |
| 26/100           | 0,26                     | 01.06/05.00        | 00,05.04                   |
| 27/100           | 0,27                     | 01.07/05.00        | 00,05.08                   |
| 28/100           | 0,28                     | 01.08/05.00        | 00,05.12                   |
| 29/100           | 0,29                     | 01.09/05.00        | 00,05.16                   |
| 30/100           | 0,30                     | 01.10/05.00        | 00,06                      |
| 31/100           | 0,31                     | 01.11/05.00        | 00,06.04                   |
| 32/100           | 0,32                     | 01.12/05.00        | 00,06.08                   |
| ...              | ...                      | ...                | ...                        |
| 60/100           | 0,60                     | 03.00/05.00        | 00,12                      |
| 61/100           | 0,61                     | 03.01/05.00        | 00,12.04                   |
| 62/100           | 0,62                     | 03.02/05.00        | 00,12.08                   |
| ...              | ...                      | ..                 | ...                        |
| 72/100           | 0,72                     | 03.12/05.00        | 00,14.08                   |
| ...              | ...                      | ..                 | ...                        |
| 82/100           | 0,82                     | 04.02/05.00        | 00,16.08                   |
| ...              | ...                      | ..                 | ...                        |
| 85/100           | 0,85                     | 04.05/05.00        | 00,18                      |
| ...              | ...                      | ..                 | ...                        |
| 95/100           | 0,95                     | 04.15/05.00        | 00,19                      |
| 96/100           | 0,96                     | 04.16/05.00        | 00,19.04                   |
| 97/100           | 0,97                     | 04.17/05.00        | 00,19.08                   |
| 98/100           | 0,98                     | 04.18/05.00        | 00,19.12                   |
| 99/100           | 0,99                     | 04.19/05.00        | 00,19.16                   |
| 100/100          | 1,00                     | 05.00/05.00        | 01,00                      |
Si tomamos 0,98 (del sistema decimal) podemos convertirlo fácilmente al sistema vigesimal:
1) Tomamos el último dígito tras la coma, el 8, y lo multiplicamos por 4 (= 32). Como pasa de 20 en 12, anotamos «.12». Y llevamos una unidad de 20.
2) Luego tomamos el dígito 9, que está pegado a la coma y lo multiplicamos por 2 (= 18) y se le suma la llevada (18 + 1 = 19) y anotamos el producto a la izquierda «00,19.12».
Por eso si queremos dividir 55/4 (= 13,75), podemos representarlo así 02.15/04 = 13,15 en el sistema vigesimal.
Y el desarrollo de la división es el siguiente:
| 02.15 (dividendo)        | : 04 (divisor)                                                     |
| -02.12                   | 13 (porque 13 X 04 = 02.12),15 (porque 15 X 04 = 03.00) (cociente) |
| 00.03.00 (resto parcial) |                                                                    |
| -03.00                   |                                                                    |
| 00.00 (resto final)      |                                                                    |
Debe tenerse en cuenta que el decimal es la fracción del último dígito, por lo que 20 + 0,5 = 20,5.
Los decimales en el sistema vigesimal se expresan en base 20, pero no pierden su carácter decimal, como ha quedado demostrado. De lo contrario el nativo americano no podría dividir correctamente. Algunos, por error, creen que 13,75 (decimal) se representa 13,02.15. Eso es un error muy grave que supone escribir los números enteros y la parte fraccionaria con el mismo criterio. 0, 75 indica 3/4 de la unidad del sistema decimal. Todo cociente decimal, se exprese decimalmente o vigesimalmente no debe perder de vista eso, que se trata de un cociente y que guarda relación con un quebrado de la unidad. Y ha servido para que históricamente se presente la matemática del nativo americano como inferior. De eso, nada.

##### Conversión del cociente decimal del sistema decimal al sistema vigesimal y viceversa
Hemos visto que el cociente decimal en el sistema decimal hay una multiplicidad de dígitos que representan las décimas, centésimas, milésimas... etc. Por cada décima del sistema decimal hay dos unidades en el sistema vigesimal. Es lógico, porque la unidad del sistema decimal tiene 10 unidades y la del sistema vigesimal 20.
Por cada centésima del sistema decimal hay cuatro en el sistema vigesimal. Por eso multiplicamos por cuatro.
Por cada milésima del sistema decimal hay ocho en el sistema vigesimal. Por eso multiplicamos por 8.
| Quebrado decimal | Cociente sistema decimal | Quebrado vigesimal | Cociente sistema vigesimal |
| 9/1000           | 0,009                    | 09/02.10.00        | 00,00.03.12                |
El desarrollo de esta división vigesimal es como sigue:
| 09.00.00 (dividendo)        | : 02.10.00(divisor)    |
| 01.10.00.00 (resto parcial) | 00,00.03.12 (cociente) |
| -01.10.00.00                |                        |
| 00.00 (resto final)         |                        |
Explicación de por qué añadimos 12 al cociente:
01.10.00.00 = (1 X 8000) + (10 X 400) + 0 + 0 = 12000
Y eso, dividido entre 02.10.00 = (2 X 400) + (10 X 20) + 0 = 1000, da 12.
Es decir, hemos buscado para el cociente un número que multiplicado por 02 (del divisor) se aproxime a 01.10 (del resto parcial). Para ello hemos cogido las tablas de multiplicación auxiliares del 10 al 19, y hemos visto que 15 por el divisor se pasa. Lo mismo ocurre con 14 y con 13.
Como los matemáticos siempre están buscando atajos y ante la falta de calculadoras vigesimales en el mercado, parece lógico convertir una división vigesimal en una decimal y luego pasar el cociente al sistema vigesimal. Es un atajo lícito. Para ello, el procedimiento es el siguiente:
| Quebrado vigesimal | Quebrado decimal |
| 09/02.10.00        | 9/(800+200)      |

##### Partes del cociente decimal
En el sistema decimal de base diez, al primer número tras la coma, lo llamamos décima. Pero si hay dos números tras la coma (0'45) décimos que hay cuarenta y cinco centésimas. Es decir el cuatro tiene un valor de cuarenta centésimas o de cuatro décimas. O lo que es lo mismo, el primer número tras la coma puede expresar tanto décimas como centésimas o milésimas..., etc.
En el sistema vigesimal ocurre lo mismo:
* 0,60 (sistema decimal de base 10: seis décimas, cero centésimas o 60 centésimas) → 00,01.04  (una sobre cuatro tetracentésimas o una veintésima, cuatro tetracentésimas).
Las décimas, centésimas y milésimas, cuando se expresan vigesimalmente se representan de otra manera. Por cada una de las diez partes de la unidad, en el sistema vigesimal hay veinte. Por eso multiplicamos la primera cifra tras la coma por dos. Por cada centésima hay cuatrocientas partes de unidad en el sistema vigesimal, por eso las multiplicamos por cuatro. Por cada milésima hay ocho mil partes de la unidad, por eso las multiplicamos por ocho al hacer la conversión. La multiplicación se hace comenzando de derecha a izquierda, para computar adecuadamente las llevadas.
* 0,5 + 0,5 = 1 (sistema decimal)
* 00,10 + 00,10 = 1 (sistema vigesimal)
* 6/100 → 0,06
* 06/05.00→ 00,01.04
Podemos la dividir la unidad decimal en otras cantidades, Así tendríamos diezmilésimas, cienmilésimas, millonésimas, diezmillonésimas, cienmillonésimas, milmillonésimas, diezmilmillonésimas, cienmilmillonésimas, billonésimas, diezbillonésimas, cienbillonésimas..., trillonésimas..., cuatrillonésimas..., quintillonésimas... que se escriben de forma aglutinada.
En el náhuatl existe un sufijo «-can» que significa parte.
Ce: Uno → Ceccan: Una parte
Matlactli: Diez → Mahtlaccan: Diez partes → Cemmahtlaccan (décima)
Dos décimas se dice «ommatlaccan».
Y a cada una de las 20 partes de la unidad, que en castellano se denominan «veintésimas», se le dice «cempohualcan».

##### Valor del cero en el cociente decimal expresado en base 20 (o vigesimalmente)
Cuando expresamos el cociente decimal en base 10, nos encontramos que 0'1 indica tanto una décima, como diez centésimas, como cien milésimas. Podemos poner tantos ceros como queramos a la derecha. Ello ocurre porque diez centésimas son una décima y diez milésimas son una centésima.
Cuando expresamos el cociente decimal en base 20, vemos que el sistema no opera igual.
* 0,06 → 00,12 (seis centésimas o doce veintésimas)
* 0,60 → 00,01.04 (seis décimas, cero centésimas) (veinticuatro tetracentésimas o una veintésima, cuatro tetracentésimas)
Pero sí podemos afirmar que diez centésimas son una décima: 10 X 00,00.04 = 00,02. Porque diez por cuatro son cuarenta, por lo que ponemos doble cero en esa serie y llevamos dos unidades (de valor 20), que ponemos en la serie de la izquierda.
Y podemos poner a la derecha cuantos ceros queramos para indicar que hay cero series a la derecha, que fragmentan la unidad en más unidades (8000, 16000...).
En el sistema vigesimal, los ceros a la derecha indican que no hay más series a la derecha. En el sistema decimal de base 10, los ceros significan lo contrario, que hay más series a la derecha.

### La raíz cuadrada en el sistema vigesimal
Antes pondremos la versión decimal del problema.
21 X 21 = 441 → 21² = 441 → √441 = 21.
| √441 (radicando) | = 21 (renglón del resultado) |
| -4               | 41 X 1 (renglón auxiliar)    |
| 041              |                              |
| -41              |                              |
| 0 (resto)        |                              |
Y ahora la misma operación en el sistema vigesimal.
| √01.02.01 (radicando) | = 01.01 (renglón del resultado) |
| -01                   | 02.01 X 01 (renglón auxiliar)   |
| 00. 02.01             |                                 |
| -02.01                |                                 |
| 00.00 (resto)         |                                 |

### Los quebrados en el sistema vigesimal
La representación matemática de un número decimal es muy sencilla:
1/n
Los quebrados son números decimales. El número uno indica la unidad (válida tanto para el sistema decimal como para el vigesimal). La letra n representa a cualquier número.
Cuando un nativo americano divide un pastel entre cuatro compañeros, no parte 20 partes y a cada uno le da cinco. Cuando un europeo divide un pastel entre cuatro, no parte 10 partes ni subdivide algunas partes entre 10. Ambos dividen el pastel en cuatro partes, en cuatro fracciones. No podemos decir que el sistema decimal sea superior al vigesimal ni a la inversa. Cada uno tiene sus ventajas y sus inconvenientes.
Lo mismo si lo divide por mitades. No hay duda de que el nativo americano operaba con quebrados.
1/2 = 0.5 (sistema decimal)
01/02 = 00.10 (sistema vigesimal)

#### Suma de quebrados
| 03/05 + 02/07 | = | 01.01/01.15 + 10/01.15 | = | 01.11/01.15 |

### El número π («pi») en el sistema vigesimal

Letra griega pi. Símbolo adoptado en 1706 por William Jones y popularizado por Leonhard Euler.

El número π es un coeficiente que multiplicado por el diámetro nos indica la longitud de la circunferencia. Es decir, tres veces el diámetro se acerca a la longitud de la circunferencia, pero se queda corto. En realidad hay que multiplicar el diámetro por 3,14159...
Sistema decimal:
π = 3,14159...
Sistema vigesimal:
π = 03,02.16.08.18.04...
Explicación de su obtención:
PASO 1.
| Cociente decimal       | Multiplicador | Cociente veintesimal        |
| 0,1 (décima)           | X 2           | 00,02 (veintésimas)         |
| 0,01 (centésima)       | X 4           | 00,00.04 (tetracentésimas)  |
| 0,001 (milésima)       | X 8           | 00,00.00.08 (ochomilésimas) |
| 0,0001 (diezmilésima)  | X 16          | 00,00.00.00.16              |
| 0,00001 (cienmilésima) | X 32          | 00,00.00.00.01.12           |
| ...                    | ...           | ...                         |
PASO 2.
Tenemos que tener en cuentas las llevadas.
| 3,  | 1  | 4  | 1  | 5  | 9  | ... |
| 03, | 02 | 16 | 08 | 04 | 04 | ... |
|     |    |    |    | 14 |    | ... |
| 03, | 02 | 16 | 08 | 18 | 04 | ... |

La longitud de la circunferencia.
L = 2 X π X r
El área del círculo.
A = π X r²

## Lenguas europeas
- En euskera el sistema de numeración usa el sistema vigesimal: hogei 'veinte', hogeita hamar 'veinte y diez', berrogei 'dos veintes', berrogeita hamar 'dos veintes y diez'... Según el lingüista alemán Theo Vennemann, el sistema vigesimal encontrado esporádicamente en ciertas lenguas de Europa sería una influencia de un substrato vasco, que después se habría extendido a otros idiomas, principalmente el celta, y a través de él a lenguas como el francés y el danés. Sin embargo, según Karl Menninger, el sistema vigesimal originó de los normandos y a través de ellos extendió a Europa Occidental.
- Aunque el sistema de numeración del indoeuropeo es de base decimal, en muchas lenguas europeas existen residuos del sistema vigesimal, atribuido al sistema del celta, que como se ha mencionado antes pudo haber sido influido por lenguas preindoeuropeas de Europa:
  - Veinte (vingt) es el número base en francés. Por ejemplo, quatre-vingts quiere decir cuatro veces veinte (4×20), esto es, 80. EN la Edad Media se decía "vint et dis" (30), "deux vins" (40), "trois vins" (60). San Luis, IX de Francia, fundó el Hospicio de los 300 ciegos, "l'Ospice des Quinze-vingts". Al final de la Edad Media se impone el sistema latino, "trente", "quarante", "cinquante", "soixante", 30, 40, 50 y 60. Vaugelas y Ménage, en el siglo XVII, logran que la Academia y loa autores de diccionarios adopten "soixante-dix", "quatre-vingts", "quatre-vingt-dix" con preferencia a "septante", "octante", y "nonante", 70, 80 y 90, respectivamente. Ambas nociones existen en el Diccionario de la Academia Francesa. Las primeras son regulares en Francia, las segundas se utilizan en algunos lugares del Este y el Mediodía francés, y son oficiales en Bélgica, la Suiza francófona y Quebec, y aún y todo las Instrucciones oficiales de 1945 para el aprendizaje del cálculo las aconsejaban en toda Francia. Es el uso el que ha prevalecido.
  - Veinte es también el número base en el idioma danés. Tres (abreviación de tresindstyve) es tres veces veinte (3×20), o 60; firs (abreviación de firsindstyve) quiere decir cuatro veces veinte (4×20), o sea, 80. Halvtreds quiere decir (3 – ½) × 20, o sea, 50; halvfjerds quiere decir (4 – ½) × 20, o sea, 70; y halvfems quiere decir (5 – ½) × 20, o sea, 90.
  - Veinte (ugain) es asimismo número base en el idioma galés, aunque en la parte final del siglo XX se llegó a preferir el sistema decimal, haciendo que el sistema vigesimal se convirtiera en "tradicional". Deugain es dos veces veinte (2×20), es decir, 40. Del mismo modo trigain es 3 por 20, o sea, 60.
  - En el antiguo sistema monetario británico, había veinte chelines en cada libra esterlina. Del mismo modo, en inglés, la gente ha contado por veintenas (scores) históricamente, como en el famoso Discurso de Gettysburg de Abraham Lincoln, que comienza con la cita "Four score and seven years ago..." ("Hace cuatro veintenas y siete años..."),

## Lenguas asiáticas
- En santali, una de las lenguas munda de India, "cincuenta" se expresa mediante bār isī gäl, literalmente "dos veinte diez."[13] Del mismo modo, en Didei, otra lengua munda de India, los numerales complejos usan el sistema decimal hasta 19 y un sistema decimal-vigesimal hasta 399.[14]

## Lenguas sudamericanas
- Los Muiscas usaban un sistema de base veinte

## Lenguas mesoamericanas
- En el área lingüística mesoamericana, se hallan varias familias lingüísticas como las lenguas utoaztecas, las lenguas mayas, las lenguas otomangueanas o las lenguas mixe-zoqueanas no emparentadas genéticamente que sin embargo presentan varios rasgos tipológicos comunes como resultado sprachbund por contacto prolongado. Uno de los rasgos tipológicos compartidos de hecho es el sistema de numeración en base 20.
- Los numeración maya fue un sistema de base veinte.

### El Cero
Tradicionalmente se ha concedido la utilización del cero a los mayas, a los que se ha considerado más adelantados que a los nahuas.
- La civilización maya fue la primera de América en idear el cero. Este era necesario para su numeración porque los mayas tenían un sistema posicional, es decir, un sistema de numeración en el que cada símbolo tiene un valor diferente según la posición que ocupa. El símbolo del cero es representado por un caracol (concha o semilla), que indica que no hay unidades.

Pero quizá deba atribuirse el mérito al hombre de Mesoamérica y no a los mayas. Porque se han encontrado muestras en distintos yacimientos que prueban que las culturas mesoamericanas tenían un patrimonio común. El sistema de numeración vigesimal forma parte de ese patrimonio común.

### Potencias vigesimales en idioma maya y náhuatl
| 1          | Uno                          | Hun     | Se                   | Ce                      | Ce                   |  |
| 20         | Veinte                       | K'áal   | Sempouali            | Cempohualli (Cempoalli) | Pohualli             |  |
| 400        | Cuatrocientos                | Bak     | Sentzontli           | Centzontli              | Tzontli              |  |
| 8000       | Ocho mil                     | Pic     | Senxikipili          | Cenxiquipilli           | Xiquipilli           |  |
| 160.000    | Ciento sesenta mil           | Calab   | Sempoualxikipili     | Cempohualxiquipilli     | Pohualxiquipilli     |  |
| 3.200.000  | Tres millones doscientos mil | Kinchil | Sentzonxikipili      | Centzonxiquipilli       | Tzonxiquipilli       |  |
| 64.000.000 | Sesenta y cuatro millones    | Alau    | Sempoualtzonxikipili | Cempohualtzonxiquipilli | Pohualtzonxiquipilli |  |

### Numeración en unidades de veinte
Esta tabla demuestra la numeración maya y los numerales en idioma maya, náhuatl en ortografía moderna y en náhuatl clásico.
| Desde uno hasta diez (1 - 10)                                              | Desde uno hasta diez (1 - 10)       | Desde uno hasta diez (1 - 10)       | Desde uno hasta diez (1 - 10)         | Desde uno hasta diez (1 - 10) | Desde uno hasta diez (1 - 10)     | Desde uno hasta diez (1 - 10)      | Desde uno hasta diez (1 - 10)      | Desde uno hasta diez (1 - 10)        | Desde uno hasta diez (1 - 10) |
| 1 (uno)                                                                    | 2 (dos)                             | 3 (tres)                            | 4 (cuatro)                            | 5 (Cinco)                     | 6 (seis)                          | 7 (siete)                          | 8 (ocho)                           | 9 (nueve)                            | 10 (diez)                     |
| -------------------------------------------------------------------------- | ----------------------------------- | ----------------------------------- | ------------------------------------- | ----------------------------- | --------------------------------- | ---------------------------------- | ---------------------------------- | ------------------------------------ | ----------------------------- |
|                                                                            |                                     |                                     |                                       |                               |                                   |                                    |                                    |                                      |                               |
| Hun                                                                        | Ka'ah                               | Óox                                 | Kan                                   | Ho'                           | Wak                               | Uk                                 | Waxak                              | Bolon                                | Lahun                         |
| Se                                                                         | Ome                                 | Yeyi                                | Naui                                  | Makuili                       | Chikuasen                         | Chikome                            | Chikueyi                           | Chiknaui                             | Majtlaktli                    |
| Ce                                                                         | Ome                                 | Yei                                 | Nahui                                 | Macuilli                      | Chicuace                          | Chicome                            | Chicuei                            | Chicnahui                            | Matlactli                     |
| Desde once hasta veinte (11 - 20)                                          |                                     |                                     |                                       |                               |                                   |                                    |                                    |                                      |                               |
| 11                                                                         | 12                                  | 13                                  | 14                                    | 15                            | 16                                | 17                                 | 18                                 | 19                                   | 20                            |
|                                                                            |                                     |                                     |                                       |                               |                                   |                                    |                                    |                                      |                               |
| Buluk                                                                      | Lahka'a                             | Óox lahun                           | Kan lahun                             | Ho' lahun                     | Wak lahun                         | Uk lahun                           | Waxak lahun                        | Bolon lahun                          | Hun k'áal                     |
| Majtlaktli onse                                                            | Majtlaktli omome                    | Majtlaktli omeyi                    | Majtlaktli onnaui                     | Kaxtoli                       | Kaxtoli onse                      | Kaxtoli omome                      | Kaxtoli omeyi                      | Kaxtoli onnaui                       | Sempouali                     |
| Matlactli huan ce                                                          | Matlactli huan ome                  | Matlactli huan yei                  | Matlactli huan nahui                  | Caxtolli                      | Caxtolli huan ce                  | Caxtolli huan ome                  | Caxtolli huan yei                  | Caxtolli huan nahui                  | Cempohualli                   |
| Desde veintiuno hasta treinta (21 - 30)                                    |                                     |                                     |                                       |                               |                                   |                                    |                                    |                                      |                               |
| 21                                                                         | 22                                  | 23                                  | 24                                    | 25                            | 26                                | 27                                 | 28                                 | 29                                   | 30                            |
|                                                                            |                                     |                                     |                                       |                               |                                   |                                    |                                    |                                      |                               |
| Hump'éel katak hun k'áal                                                   | Ka'ah katak hun k'áal               | Óox katak hun k'áal                 | Kan katak hun k'áal                   | Ho' katak hun k'áal           | Wak katak hun k'áal               | Uk katak hun k'áal                 | Waxak katak hun k'áal              | Bolon katak hun k'áal                | Lahun katak hun k'áal         |
| Sempouali onse                                                             | Sempouali omome                     | Sempouali omeyi                     | Sempouali onnaui                      | Sempouali ommakuili           | Sempouali onchikuasen             | Sempouali onchikome                | Sempouali onchikueyi               | Sempouali onchiknaui                 | Sempouali ommajtlaktli        |
| Cempohualli huan ce                                                        | Cempohualli huan ome                | Cempohualli huan yei                | Cempohualli huan nahui                | Cempohualli huan macuilli     | Cempohualli huan chicuace         | Cempohualli huan chicome           | Cempohualli huan chicuei           | Cempohualli huan chicnahui           | Cempohualli huan matlactli    |
| Desde treinta y uno hasta cuarenta (31 - 40)                               |                                     |                                     |                                       |                               |                                   |                                    |                                    |                                      |                               |
| 31                                                                         | 32                                  | 33                                  | 34                                    | 35                            | 36                                | 37                                 | 38                                 | 39                                   | 40                            |
|                                                                            |                                     |                                     |                                       |                               |                                   |                                    |                                    |                                      |                               |
| Buluk katak hun k'áal                                                      | Lahka'a katak hun k'áal             | Óox lahun katak hun k'áal           | Kan lahun katak hun k'áal             | Ho' lahun katak hun k'áal     | Wak lahun katak hun k'áal         | Uk lahun katak hun k'áal           | Waxak lahun katak hun k'áal        | Bolon lahun katak hun k'áal          | Ka' k'áal                     |
| Sempouali ommajtlaktli onse                                                | Sempouali ommajtlaktli omome        | Sempouali ommajtlaktli omeyi        | Sempouali ommajtlaktli onnaui         | Sempouali onkaxtoli           | Sempouali onkaxtoli onse          | Sempouali onkaxtoli omome          | Sempouali onkaxtoli omeyi          | Sempouali onkaxtoli onnaui           | Ompouali                      |
| Cempohualli huan matlactli huan ce                                         | Cempohualli huan matlactli huan ome | Cempohualli huan matlactli huan yei | Cempohualli huan matlactli huan nahui | Cempohualli huan caxtolli     | Cempohualli huan caxtolli huan ce | Cempohualli huan caxtolli huan ome | Cempohualli huan caxtolli huan yei | Cempohualli huan caxtolli huan nahui | Ompohualli                    |
| Desde veinte hasta doscientos en pasos de veinte (20 - 200)                |                                     |                                     |                                       |                               |                                   |                                    |                                    |                                      |                               |
| 20                                                                         | 40                                  | 60                                  | 80                                    | 100                           | 120                               | 140                                | 160                                | 180                                  | 200                           |
|                                                                            |                                     |                                     |                                       |                               |                                   |                                    |                                    |                                      |                               |
| Hun k'áal                                                                  | Ka' k'áal                           | Óox k'áal                           | Kan k'áal                             | Ho' k'áal                     | Wak k'áal                         | Uk k'áal                           | Waxak k'áal                        | Bolon k'áal                          | Lahun k'áal                   |
| Sempouali                                                                  | Ompouali                            | Yepouali                            | Naupouali                             | Makuilpouali                  | Chikuasempouali                   | Chikompouali                       | Chikuepouali                       | Chiknaupouali                        | Majtlakpouali                 |
| Cempohualli                                                                | Ompohualli                          | Yeipohualli                         | Nauhpohualli                          | Macuilpohualli                | Chicuacepohualli                  | Chicomepohualli                    | Chicueipohualli                    | Chicnahuipohualli                    | Matlacpohualli                |
| Desde doscientos veinte hasta cuatrocientos en pasos de veinte (220 - 400) |                                     |                                     |                                       |                               |                                   |                                    |                                    |                                      |                               |
| 220                                                                        | 240                                 | 260                                 | 280                                   | 300                           | 320                               | 340                                | 360                                | 380                                  | 400                           |
|                                                                            |                                     |                                     |                                       |                               |                                   |                                    |                                    |                                      |                               |
| Buluk k'áal                                                                | Lahka'a k'áal                       | Óox lahun k'áal                     | Kan lahun k'áal                       | Ho' lahun k'áal               | Wak lahun k'áal                   | Uk lahun k'áal                     | Waxak lahun k'áal                  | Bolon lahun k'áal                    | Hun bak                       |
| Majtlaktli onse pouali                                                     | Majtlaktli omome pouali             | Majtlaktli omeyi pouali             | Majtlaktli onnaui pouali              | Kaxtolpouali                  | Kaxtolli onse pouali              | Kaxtolli omome pouali              | Kaxtolli omeyi pouali              | Kaxtolli onnaui pouali               | Sentsontli                    |
| Matlactli huan ce pohualli                                                 | Matlactli huan ome pohualli         | Matlactli huan yei pohualli         | Matlactli huan nahui pohualli         | Caxtolpohualli                | Caxtolli huan ce pohualli         | Caxtolli huan ome pohualli         | Caxtolli huan yei pohualli         | Caxtolli huan nahui pohualli         | Centzontli                    |